# Joseph Bradish
Joseph Bradish (1672-1700) fue un pirata únicamente conocido por un incidente que involucró un motín a bordo.

## Historia
Joseph Bradish nació en Sudbury, Massachusetts, el 28 de noviembre de 1672. Sus padres, Joseph Bradish y Mary Frost Bradish,  eran descendientes de colonos ingleses que se establecieron en Massachusetts en la década de 1630.
Bradish se unió como oficial al barco Adventure, de 300 toneladas, que zarpó de Londres rumbo a Borneo en marzo de 1698. El capitán del Adventure, Thomas Gullock, era muy impopular, y Bradish organizó un motín en contra de él. Cuando Gullock y algunos oficiales desembarcaron en las Islas de las Especias, los hombres de Bradish cortaron los cables del ancla, pusieron a quienes no los apoyaban en un bote pequeño y se apoderaron del barco. Bradish fue elegido capitán y distribuyó el tesoro del barco entre sus hombres. Navegaron hasta Mauricio e Isla Ascensión para reabastecerse y luego se dirigieron a América.
Llegaron a la isla de Nasáu en marzo de 1699. Allí contrataron balandras locales para descargar su carga y luego hundieron el Adventure. La mayoría de la tripulación se dispersó a caballo. Bradish y algunos otros convencieron a un oficial local, el coronel Pierson, para que guardara varias bolsas de joyas y monedas antes de dirigirse a Boston. Esperaban obtener el perdón bajo la Ley de Gracia de 1698, que ofrecía amnistía a los piratas que se entregaran voluntariamente.
Las autoridades de Massachusetts estaban preparadas para recibir y arrestar a Bradish y sus hombres. Fue encarcelado en la misma prisión donde recientemente había estado William Kidd. En junio, Bradish escapó con la ayuda del carcelero, un pariente suyo. Fue recapturado en octubre al norte de Saco, Maine, después de que el gobernador de Nueva York ofreciera una recompensa por su captura. Mientras tanto, las autoridades organizaron la recuperación del tesoro de Bradish, que él y sus hombres habían escondido en Nueva Inglaterra con la ayuda de Pierson y otros.
El Gobernador, Bellomont, se quejó de que no tenía autoridad para ejecutar a los piratas, por lo que Bradish fue enviado a Inglaterra en marzo de 1700 a bordo del HMS Advice, junto con sus compañeros de prisión William Kidd y James Gilliam y muchos de los antiguos miembros de la tripulación de Kidd. Bradish fue juzgado, condenado y ahorcado, junto con Kidd como advertencia a otros piratas.
Incluso en 1720 su nombre era reconocido por la comunidad pirata. Los marineros capturados por Bartholomew Roberts informaron que los hombres de Roberts se negaron a creer en las ofertas de amnistía, diciendo que "no querían hacer tratos con Actas de Gracia, por lo que serían enviados a la horca en Hope Point como lo fueron las compañías de Kidd y Bradish, trepanadas bajo promesas mentirosas". 